# Флоренс (Аризона)
Флоренс (англ. Florence) — місто (англ. town) в США, в окрузі Пінал штату Аризона. Населення — 26 785 осіб (2020).

## Географія
Флоренс розташована за координатами 33°3′5″ пн. ш. 111°24′46″ зх. д. / 33.05139° пн. ш. 111.41278° зх. д. (33.051517, -111.412785). За даними Бюро перепису населення США в 2010 році місто мало площу 135,95 км², з яких 135,85 км² — суходіл та 0,10 км² — водойми. В 2017 році площа становила 162,24 км², з яких 162,14 км² — суходіл та 0,10 км² — водойми.

### Клімат
| Клімат : Флоренс                       | Клімат : Флоренс | Клімат : Флоренс | Клімат : Флоренс | Клімат : Флоренс | Клімат : Флоренс | Клімат : Флоренс | Клімат : Флоренс | Клімат : Флоренс | Клімат : Флоренс | Клімат : Флоренс | Клімат : Флоренс | Клімат : Флоренс | Клімат : Флоренс |
| Показник                               | Січ.             | Лют.             | Бер.             | Квіт.            | Трав.            | Черв.            | Лип.             | Серп.            | Вер.             | Жовт.            | Лист.            | Груд.            | Рік              |
| Абсолютний максимум, °C                | 31,7             | 33,3             | 37,2             | 40,6             | 46,1             | 47,8             | 48,3             | 47,8             | 47,2             | 44,4             | 36,1             | 32,8             | 48,3             |
| Середній максимум, °C                  | 19,1             | 21,3             | 23,6             | 28,1             | 32,9             | 38,2             | 39,1             | 38,2             | 36,0             | 30,5             | 23,5             | 18,9             | 29,2             |
| Середній мінімум, °C                   | 3,5              | 4,9              | 6,8              | 9,9              | 14,6             | 19,6             | 24,2             | 23,7             | 20,3             | 13,8             | 6,8              | 3,7              | 12,7             |
| Абсолютний мінімум, °C                 | −11,7            | −7,8             | −6,7             | −5               | 0,0              | 1,7              | 12,2             | 10,0             | 5,0              | −1,1             | −10              | −8,9             | −11,7            |
| Днів з дощем                           | 4,7              | 4,5              | 4,2              | 1,9              | 1,5              | 0,7              | 3,5              | 4,8              | 2,7              | 2,9              | 2,7              | 3,4              | 37,5             |
| -------------------------------------- | ---------------- | ---------------- | ---------------- | ---------------- | ---------------- | ---------------- | ---------------- | ---------------- | ---------------- | ---------------- | ---------------- | ---------------- | ---------------- |
| Джерело: National Climatic Data Center |                  |                  |                  |                  |                  |                  |                  |                  |                  |                  |                  |                  |                  |

## Демографія
Згідно з переписом 2010 року, у місті мешкало 25 536 осіб у 3330 домогосподарствах у складі 2279 родин. Густота населення становила 188 осіб/км². Було 5224 помешкання (38/км²).
Расовий склад населення:
| - 63,4 % — білих - 14,4 % — корінних американців - 6,3 % — чорних або афроамериканців - 0,9 % — азіатів - 0,1 % — вихідців з тихоокеанських островів - 12,9 % — осіб інших рас |

До двох чи більше рас належало 2,0 %. Частка іспаномовних становила 31,2 % від усіх жителів.
За віковим діапазоном населення розподілялося таким чином: 6,9 % — особи молодші 18 років, 84,0 % — особи у віці 18—64 років, 9,1 % — особи у віці 65 років та старші. Медіана віку мешканця становила 36,2 року. На 100 осіб жіночої статі у місті припадало 457,2 чоловіків; на 100 жінок у віці від 18 років та старших — 531,9 чоловіків також старших 18 років.
Середній дохід на одне домашнє господарство становив 55 519 доларів США (медіана — 47 891), а середній дохід на одну сім'ю — 62 893 долари (медіана — 52 180). Медіана доходів становила 41 647 доларів для чоловіків та 31 510 доларів для жінок. За межею бідності перебувало 16,8 % осіб, у тому числі 24,7 % дітей у віці до 18 років та 10,6 % осіб у віці 65 років та старших.
Цивільне працевлаштоване населення становило 5221 осіб. Основні галузі зайнятості: публічна адміністрація — 26,0 %, освіта, охорона здоров'я та соціальна допомога — 19,8 %, мистецтво, розваги та відпочинок — 9,6 %, роздрібна торгівля — 8,4 %.